# Steel tongue drum
Lo steel tongue drum è uno strumento musicale idiofono in metallo prodotto dal 2007.

## Storia
Il primo modello di steel tongue drum nacque nel 2007 dalla mente di Dennis Havlena, che lo ottenne sezionando un serbatoio da 20 lb di gas propano e ne unì il nome (in inglese, "serbatoio" si dice tank) con quello dell'hang drum, ottenendo "hank drum". Successivamente nacquero altri modelli di steel tongue, come il modello Eclipse dell'azienda israeliana 1Tone, l'hapi drum della Hapi Tones, il tedesco gombadrum o l'italiano Zefiro drum, Tamburo Armonico 432 e l'Italiano Sebadrum. 

## Descrizione

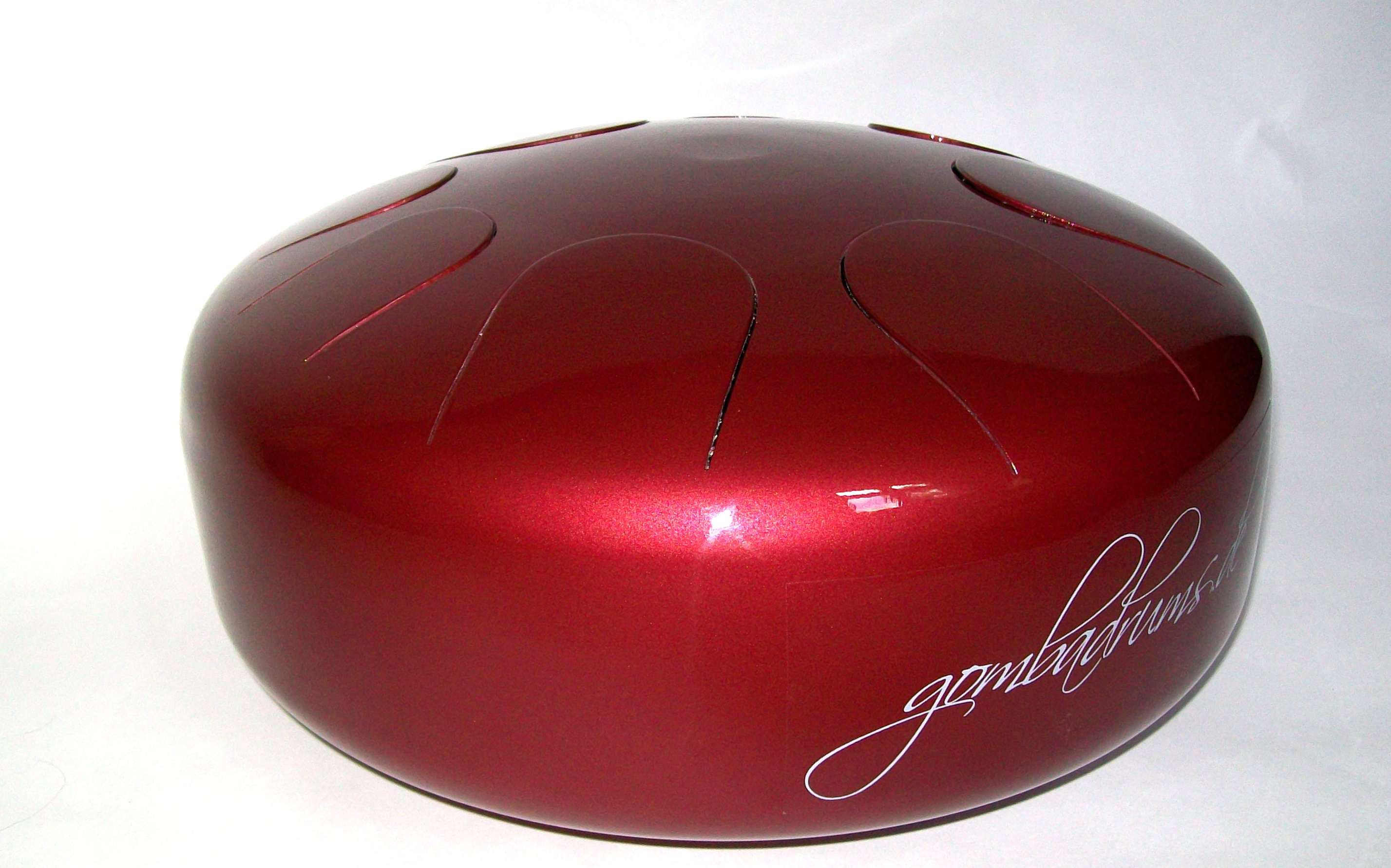
Modello rosso del gombadrum

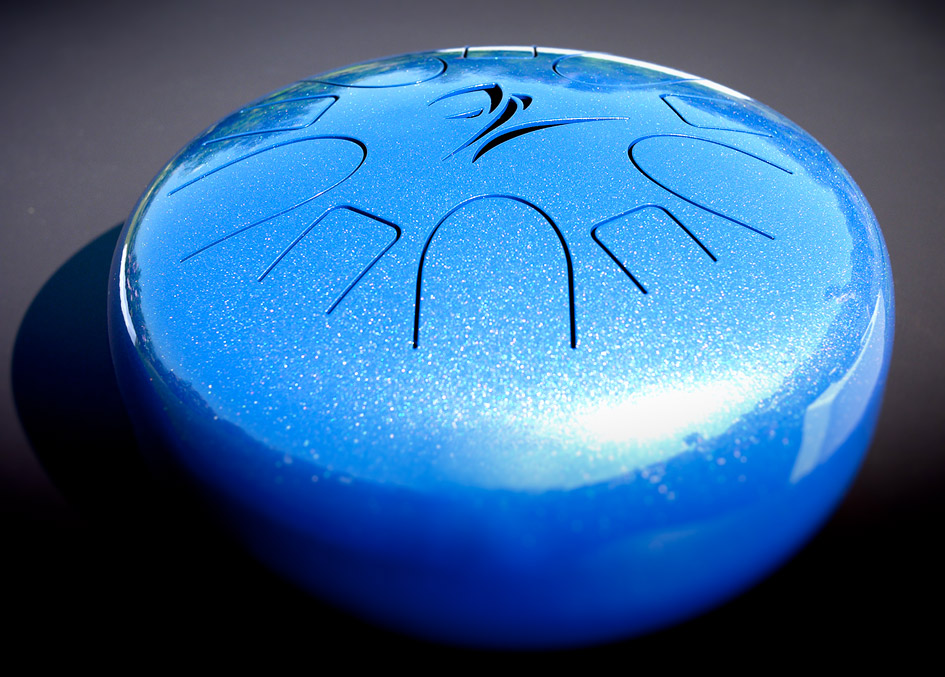
Zefiro drum, modello M

Come si può intuire dal nome, lo steel tongue drum è uno strumento metallico possedente delle vere e proprie "lingue d'acciaio", ognuna calibrata in modo da produrre una nota diversa.
A seconda del produttore, lo steel tongue viene fabbricato con forme differenti. Ad esempio, l'Eclipse si ispira alla forma "ad UFO" dell'hang, anche se più piccolo. L'hank drum, invece, assume la tipica forma di un serbatoio, ovvero un cilindro con gli spigoli arrotondati ed un rigonfiamento delle superfici inferiore e superiore. Altri modelli, come il gombadrum o l'hapi drum, sono simili all'hank, ma più corti (alti circa la metà del diametro).
Il classico suono metallico dell'hang in questo strumento diviene meno pacato e rilassante, anche se sempre piacevole all'orecchio. Generalmente viene suonato tenendolo appoggiato sulle ginocchia, talvolta può anche essere utilizzato un supporto.